# Scindapsus longipes
Scindapsus longipes — вид квіткових рослин із родини кліщинцевих (Araceae), роду Scindapsus. Це ліана, рідним ареалом якої є Борнео (Бруней, Саравак).